# Villa de Fontenay
La villa de Fontenay est une voie du 19e arrondissement de Paris, en France.

## Situation et accès
La villa de Fontenay est une voie publique située dans le 19e arrondissement de Paris. Elle débute au 32, rue du Général-Brunet et se termine au 7, rue de la Liberté.

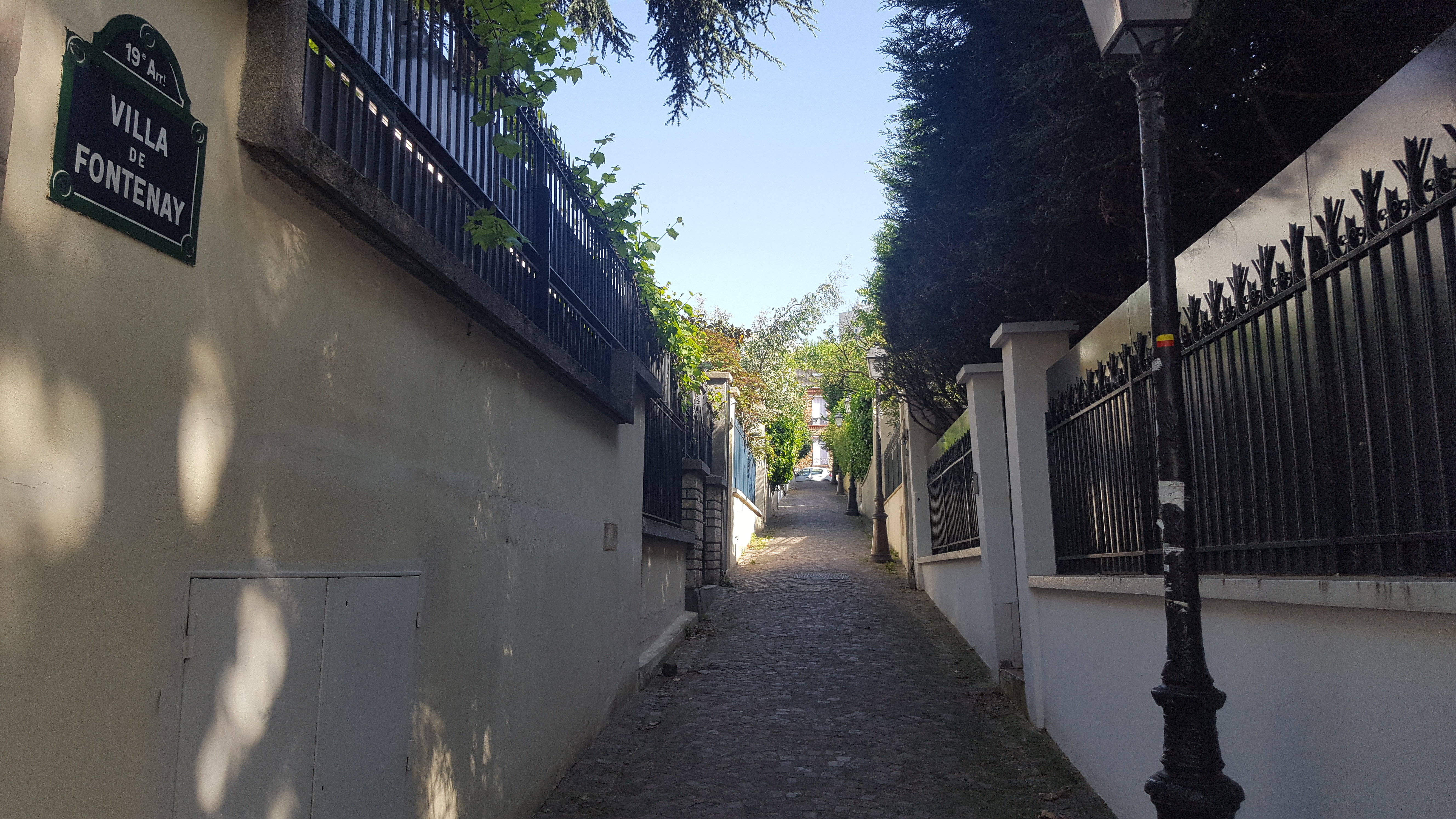
La villa de Fontenay, vue depuis la rue du Général-Brunet.
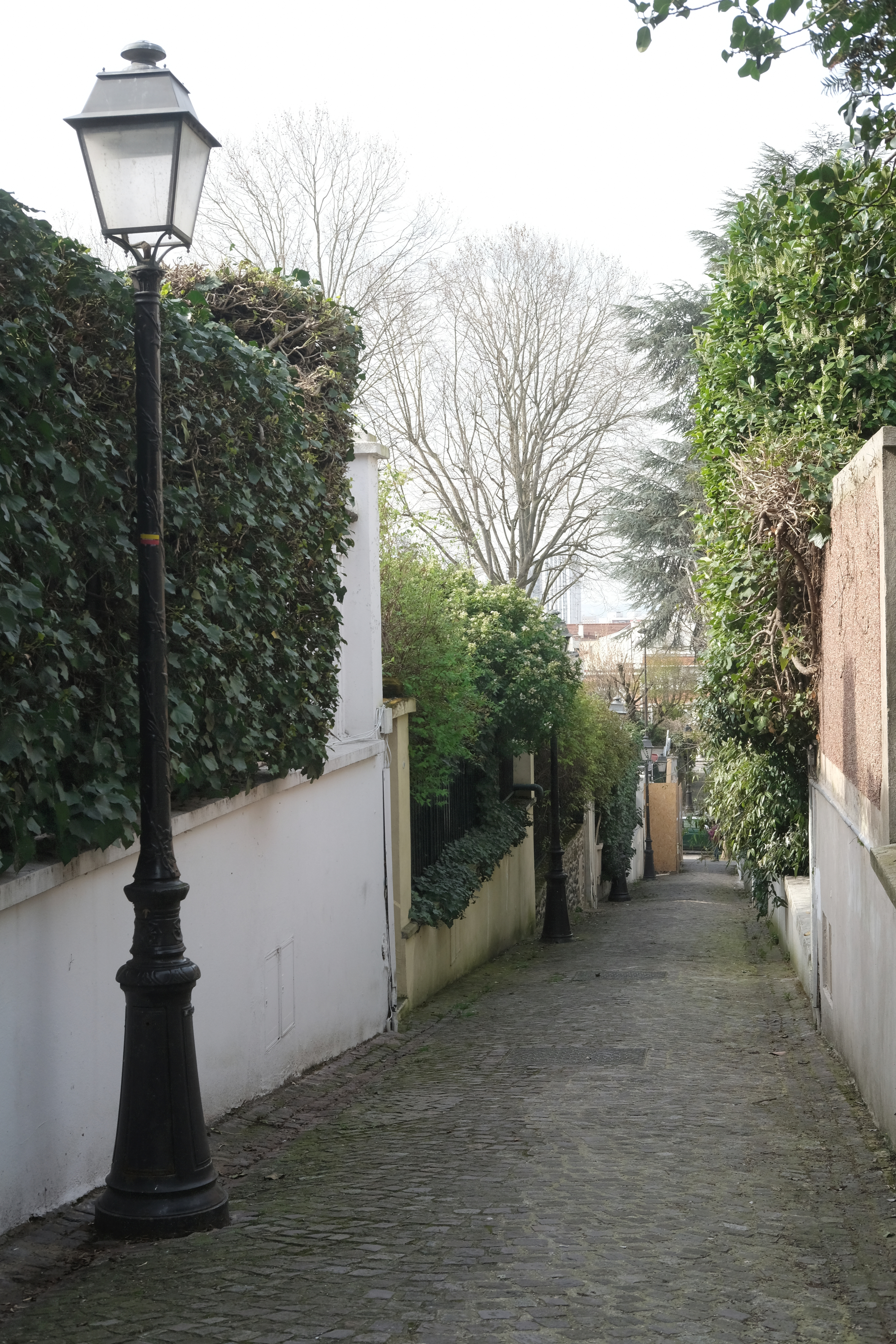
La ville de Fontenay, vue depuis la rue de la Liberté.

## Origine du nom
(mai 2025).
Elle porte le nom des frères Charles et Étienne de Fontenay, l'un poète et l'autre peintre, morts au champ d'honneur.

## Historique
Ouverte en 1889 sous le nom de « villa des Prévoyants », elle prend sa dénomination actuelle en 1926.